# Jean Lallemand (homme politique)
Pour les articles homonymes, voir Jean Lallemand.
Jean Lallemand est un homme politique français né le 15 février 1773 à Varennes (Meuse) et décédé le 23 janvier 1838 à Stenay (Meuse).

## Biographie
Marchand de bois, il est député de la Meuse de 1831 à 1833, siégeant dans la majorité conservatrice. Il est conseiller général du canton de Stenay de 1833 à 1838.

## Sources
- Ressource relative à la vie publique :   - Base Sycomore
- « Jean Lallemand (homme politique) », dans Adolphe Robert et Gaston Cougny, Dictionnaire des parlementaires français, Edgar Bourloton, 1889-1891 [détail de l’édition]